# Źródła prawa pracy
Źródła prawa pracy w rozumieniu kodeksu pracy to rodzaj aktów normatywnych kształtujących prawa i obowiązki pracowników oraz pracodawców.
Zgodnie z art. 9 par. 1 kp źródłem prawa pracy jest kodeks pracy oraz przepisy innych ustaw oraz aktów wykonawczych do ustawy. Ponadto do źródeł prawa pracy należy zaliczyć układ zbiorowy pracy, inne oparte na ustawie porozumienia zbiorowe, regulaminy i statuty określające prawa i obowiązki stron stosunku pracy (tzw. akty prawa wewnętrznego lub swoiste źródła prawa). Do źródeł prawa w szerszym ujęciu (zawiera się w nich źródło prawa pracy) należy Konstytucja, ratyfikowane umowy międzynarodowe oraz prawo stanowione przez organizację międzynarodową.
Źródła prawa pracy podlegają zasadzie hierarchizacji aktów prawnych, zgodnie z którą akt niższego rzędu nie może być sprzeczny z aktem wyższego rzędu. Zasada ta ulega jednak w prawie pracy modyfikacji, czyli akt prawny niższego rzędu może być korzystniejszy dla pracownika. Podobnie za nieobowiązujące uznaje się postanowienia aktów prawa wewnętrznego naruszające zasady równego zatrudnienia.
Nie jest źródłem prawa pracy umowa o pracę, przyjmuje się bowiem, iż każda umowa jest wyłącznie aktem stosowania prawa. 
 Zapoznaj się z zastrzeżeniami dotyczącymi pojęć prawnych w Wikipedii.